# Alliance of Women Film Journalists
Die Alliance of Women Film Journalists (AWFJ) ist ein US-amerikanisches, gemeinnütziges Bündnis von Filmjournalistinnen. Die AWFJ wurde 2006 gegründet und vergibt eine jährliche Auszeichnung, die EDA Awards. Das British Film Institute beschreibt die AWFJ als eine Organisation, die professionelle Filmkritikerinnen, Reporterinnen und Autorinnen, die in Print-, Rundfunk- und Online-Medien arbeiten, repräsentiert und Filme von und über Frauen unterstützt.

## Vereinsstruktur
Das Bündnis hat derzeit 95 aktive Mitglieder. Vorstandsvorsitzende ist die amerikanische Filmkritikerin Jennifer Merin, weitere Vorstandsmitglieder sind Betsy Bozdech, Julide Tanriverdi und Liz Whittemore.

## EDA Awards
Seit 2007 vergibt das Bündnis jährlich die Auszeichnung EDA Awards zur Würdigung der Arbeit von Frauen vor und hinter der Kamera. Der Name EDA steht als Akronym für „Excellent Dynamic Activism“ und ist zugleich der Vorname der Mutter der AWFJ-Gründerin Jennifer Merin, der Schauspielerin Eda Reiss Merin.